# Sublevación de Sucro
La sublevación del ejército romano en Sucro, un antiguo fuerte que ya no existe en España, tuvo lugar a principios del 206 a. C., durante la conquista romana de Hispania en la segunda guerra púnica contra Cartago. Los amotinados tenían varias quejas, incluyendo el no haber recibido la paga que se les debía y el estar subabastecidos. Las causas próximas del motín habían existido durante años, pero no habían sido abordadas a satisfacción de los soldados. Las cosas llegaron a un punto crítico después de que se extendieran los rumores de que su general al mando, Escipión el Africano, se había puesto gravemente enfermo. Pero las historias demostraron no tener fundamento; logró suprimir el motín y ejecutó a sus cabecillas.
Los antiguos eruditos consideraron el motín como el evento más importante de la carrera militar del Africano.

## Ubicación
Una fuente dice que Sucro se encuentra en o cerca de la actual Alcira, unos pocos kilómetros al este de la desembocadura del río Júcar, antes llamado Sucro. Según otra fuente, Sucro es un lugar a medio camino entre  Cartagena y el río Ebro, ahora llamado Cullera, también cerca de Alcira. Otras fuentes adicionales también verifican que es Cullera. Otra fuente dice que es un lugar a medio camino entre Cartagena y Tarraco. Otra fuente dice que el campamento Sucro de 8000 soldados se estableció cerca de la desembocadura del río Sucro en una línea de comunicación con Nueva Cartago que estableció el Africano, y que estaba justo al sur de Sagunto.

## Antecedentes

Fasces

El motín se produjo cuando El Africano, que contaba con una fortificación de unos 8000 militantes acampados en Sucro, se enfermó gravemente durante la ocupación de Nueva Cartago. La revuelta militar estalló porque el rumor sobre la salud de El Africano acabó siendo tan exagerado que se informó de que estaba muerto o muy cerca de la muerte. Los soldados de Sucro escucharon el rumor y planearon un motín, instigado por unos 35 cabecillas que propagaron las supuestas noticias. Pensaron que el gran general no estaría por mucho tiempo más. Estaban frustrados por muchos aspectos de su servicio y si la revuelta tenía éxito, tendrían la oportunidad de expresar sus preocupaciones.
Una de las muchas cosas que causaron el motín fue que no se había pagado a los soldados a tiempo; algunos no habían recibido ninguna paga durante años. Otra fue que no recibieron su parte del botín. Otra fue que no se les suministró adecuadamente las necesidades que necesitaban para funcionar correctamente. Los soldados también estaban descontentos por sus largos períodos de inactividad y querían ser enviados a la batalla o de vuelta a Roma. También sentían que no habían recibido el crédito apropiado por su parte en la campaña para expulsar a los cartagineses de Hispania. Una cuestión importante también era que habían estado en servicio mucho más allá del término normalmente requerido de los soldados romanos.
Una de las primeras cosas que hicieron los amotinados fue mostrar falta de respeto a sus comandantes. Los amotinados entonces removieron los tribunales militares oficiales leales a Roma, y los reemplazaron con sus propios cabecillas. Procedieron a saquear las ciudades y áreas alrededor del fuerte Sucro, quitaron las insignias militares romanas normales y las reemplazaron con las insignias de los fajines y hachas, un símbolo de la muerte.

## Desarrollo
Los amotinados y sus cabecillas esperaban enterarse de la muerte de Africanus en cualquier momento, e incluso anticipaban recibir detalles de su próximo funeral[1]. En cambio, llegó la noticia de que Africanus estaba vivo y con buena salud[18]. Dos de los líderes de la tribu del territorio español, Indibilis y Mandonio, que durante el comienzo del motín rompieron su alianza con Roma y se pusieron del lado de los amotinados, regresaron a sus territorios fronterizos y no volvieron a tomar parte en el motín. 18] En ese momento, los instigadores del rumor de la muerte de Africanus, los cabecillas del motín, afirmaron que solo eran gente crédula que había transmitido el rumor sin haberlo verificado; temían ser castigados si se les identificaba como los que estaban detrás del motín[18]. Dos de los principales instigadores eran soldados comunes de nombre C. Atrio de Umbría y C. Albius de Cales - "Blackie" y "Whitie" respectivamente.[18][19] Siete leales tribunos militares de Sucro, que ya se encontraban allí, estaban muy resentidos en el campamento porque no serían desleales a Roma y se pondrían del lado de los amotinados.[20] Finalmente fueron expulsados y se dirigieron a Nueva Cartago donde estaban bajo el mando de Africanus.[20]
Con sus 7.000 soldados en Nueva Cartago superados por los 8.000 amotinados en Sucro, Africanus decidió no aplicar el castigo sumario[20], sino que se embarcó en un curso de acción diseñado para evitar un enfrentamiento abierto[20]. Africanus envió a los siete leales tribunos militares originales de vuelta a Sucro, los mismos tribunos que habían sido expulsados del campamento de Sucro anteriormente, para descubrir las razones del motín. Hablaron tranquilamente con grupos de soldados reunidos en la tienda del cuartel general, en reuniones y con individuos.[20] Este enfoque diplomático ayudó a reducir las tensiones.[20] Para fomentar el ambiente de calma y tranquilidad los tribunos evitaron discutir el tema de la conducta traicionera de los soldados.[22] Los tribunos informaron entonces de sus hallazgos a Africanus en Nueva Cartago.[17][18][22]

## Solución

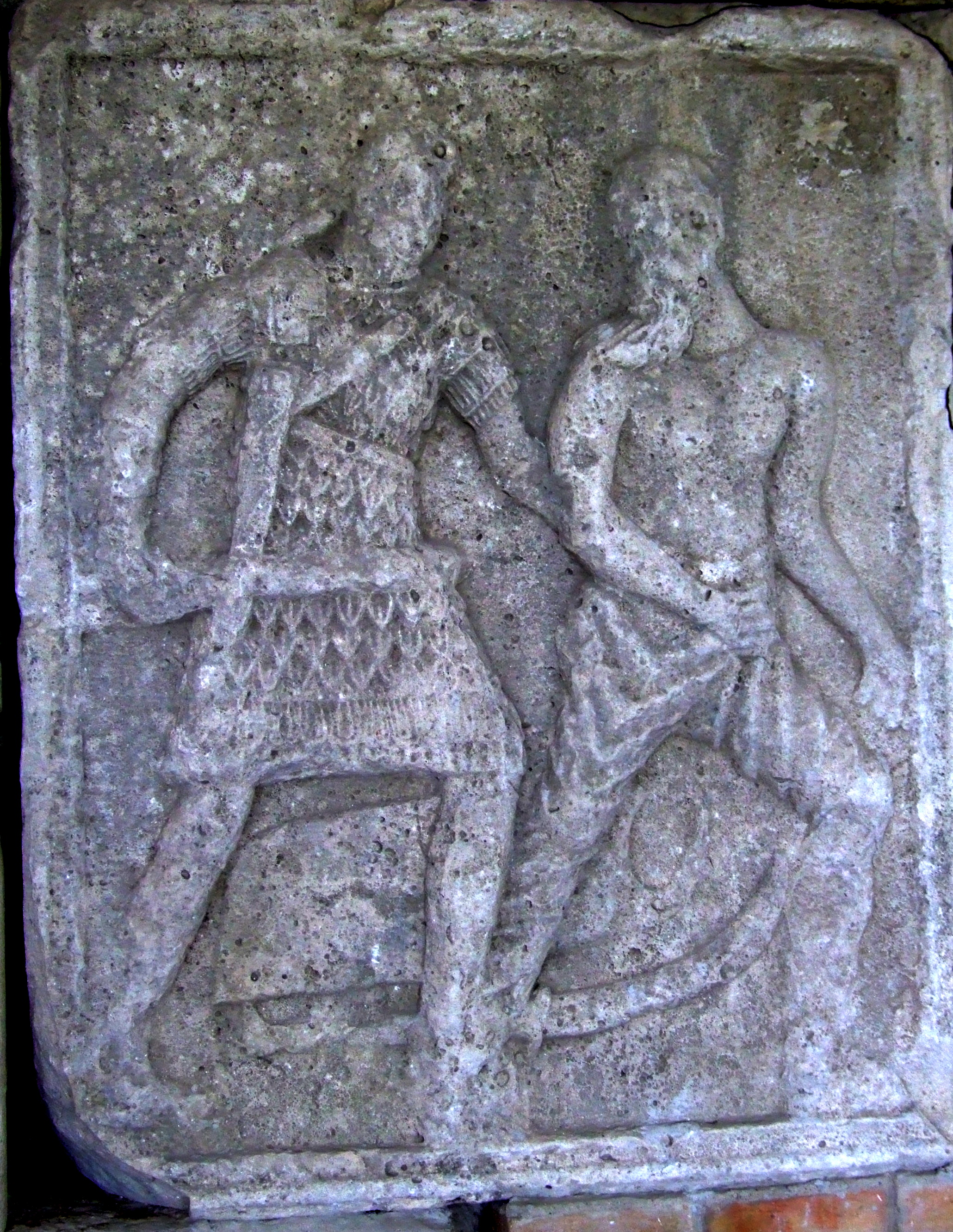
La guardia romana capturando a un prisionero

Africanus devolvió una carta con los siete tribunos leales originales, pidiendo a los amotinados que vinieran a Nueva Cartago a cobrar el pago atrasado que se les debía, los suministros necesarios y otros artículos - ya que sus demandas parecían razonables.[22][23] Mientras tanto, envió recaudadores a las ciudades españolas para reunir dinero y suministros. 22] Hizo una gran demostración de esto, para que los soldados de Sucro recibieran informes de que Africanus era serio en su promesa de cumplir la demanda de los soldados en cuanto a los atrasos y provisiones. 22] Luego escogió un día para que los soldados rebeldes, y sus cabecillas, recibieran estos artículos.[1][24][25]
Sin embargo, Africanus tenía un plan secreto[24][25]. Parte de él era montar una treta en la que pretendía hacer marchar su ejército contra los jefes Mandonius e Indibilis y los lacetanos que habían participado en el motín y abandonado la alianza romana[24][25]. Sus tropas debían marchar fuera de la ciudad la mañana antes de que los amotinados recibieran sus salarios atrasados en Nueva Cartago. 24][25] Los amotinados se sintieron confiados de que entonces tenían la ventaja, ya que el ejército de Africanus se habría ido y solo su propio ejército de Sucro, de unos 8.000 efectivos, estaría allí para enfrentarse solo al pálido general enfermo[26] Africanus instruyó a sus siete leales tribunos para que averiguaran quiénes eran los cabecillas;[26] cada uno de los tribunos debía entregar cinco nombres[22]. Otros oficiales debían entonces enfrentarse a los instigadores y adscribirse a los líderes de la rebelión de Sucro[22].
Los culpables fueron recibidos con palabras amables y con diplomacia profesional cuando llegaron a Nueva Cartago y fueron invitados a sus habitaciones para ser cenados y cenar en la noche.[18][27] Africanus había dado a los siete leales tribunos y a los guardias romanos instrucciones de arrestar a los cabecillas una vez que estuvieran en un estupor de borrachera; luego fueron puestos en grilletes y detenidos en la cárcel.[28]
A la mañana siguiente Africanus reunió a los 8.000 amotinados en el mercado del foro público; para su asombro Africanus parecía ser robusto y estar en perfecto estado de salud[25][29]. En este punto M. Junius Silanus, teniente de Africanus y segundo al mando, rodeó a los 8.000 amotinados desarmados con sus 7.000 tropas armadas que en realidad no habían abandonado la ciudad en absoluto[25]. Africanus dio un discurso en el que regañó a los amotinados por su alta traición a Roma. Los leales soldados armados golpearon entonces sus espadas contra sus escudos metálicos, alarmando enormemente a los amotinados desarmados[25] y observaron horrorizados cómo sus cabecillas atados eran llamados por su nombre, desnudados hasta la cintura, luego llevados al centro del foro, castigados y golpeados, y atados a una estaca y finalmente decapitados delante de ellos. 29][30] Sus cuerpos sin cabeza fueron arrastrados por el suelo.[25] Los amotinados recibieron entonces sus salarios atrasados, pero solo después de quitarse sus insignias de fasces y hachas.[31] Tuvieron que hacer un nuevo juramento de lealtad a Roma y a Africanus y también jurar que nunca más se amotinarían[32] Así terminó el motín de Sucro y la recuperación de los 8.000 soldados por parte de Africanus[11].

## Consecuencias
Cuando Africanus volvió a Roma en el 205 a. C. celebró los juegos (ludi) que había prometido durante el motín.[33] Dedicó los juegos a su éxito en la sofocación del motín de Sucro, más que a sus victorias sobre los cartagineses en España.[33]